# Support Your Local Record Store
Support Your Local Record Store è un vinile autoprodotto della band canadese Silverstein, pubblicato il 16 aprile 2011 in occasione del Record Store Day. La band ne ha dato l'annuncio su Tumblr, dove ha scritto "Siamo lieti di annunciare che parteciperemo al Record Store Day di quest'anno! Da fan della musica, dei vinili e dei tanti stupendi negozi di dischi indipendenti in Nordamerica, non potremmo essere più (entusiasti) di contribuire quest'anno con un disco." Contiene la canzone The Artist, in collaborazione con Brendan Murphy dei Counterparts, che è stata poi pubblicata come secondo singolo dall'album Rescue. Contiene inoltre tre cover di breve durata di alcune delle punk band degli anni '90 preferite dal gruppo canadese, tra le quali Pits And Poisoned Apples dei Kid Dynamite, presa dall'album Shorter, Faster, Louder, il quale presenta una copertina molto simile a quella dell'EP dei Silverstein. La Hopeless Records, etichetta dei Silverstein, pur non figurando come casa produttrice del vinile, ha stanziato i soldi per registrare le canzoni in studio e si è occupata della distribuzione, come rivelato dal cantante Shane Told.
Il bassista della band, Billy Hamilton, ha affermato che al tempo attuale i negozi di dischi indipendenti sono sempre più minacciati, e la band ha voluto fare qualcosa per incoraggiare i propri fan a riscoprirli. Il bassista ha anche detto che la scelta delle band di cui realizzare cover è stata fatta per far conoscere ai propri fan quelle band che sono state determinanti nella crescita musicale del gruppo e che al giorno d'oggi rischiavano di non essere conosciute dalla maggior parte dei supporter della band.
Il chitarrista Neil Boshart ha spiegato la scelta di inserire la cover di Fuck the Border perché nella loro esperienza, attraversando il confine (tra Canada e Stati Uniti) non sempre hanno trovato persone gentili ed amichevoli, e lo stesso è avvenuto ad altre band sia da un lato sia dall'altro.

## Tracce
Lato A
1. The Artist (ft. Brendan Murphy) – 3:03

Lato B
1. Pits and Poisoned Apples (cover dei Kid Dynamite) – 0:47
2. Hearts (cover degli American Nightmare) – 1:05
3. Fuck the Border (cover dei Propagandhi) – 1:30

## Formazione
- Shane Told - voce
- Josh Bradford - chitarra ritmica
- Neil Boshart - chitarra
- Paul Koehler - batteria
- Billy Hamilton - basso